# أرقطيون غامض
أرقطيون غامض (الاسم العلمي: Arctium ambiguum) هي نوع نباتي يتبع جنس الأرقطيون من فصيلة النجمية.